# Nebmátre (princ)
Nebmátre („Pán pravdy je Re“) byl staroegyptský princ a velekněz boha Rea ve městě Heliopolis během 20. dynastie. Je pravděpodobné, že byl synem Ramesse IX., protože jsou společně zmíněni na překladu dveří v chrámu v Heliopoli. Byl bratrem prince Montuherkhepešefa; dalším možným bratrem je faraon Ramesse X.